# 鳥飼否宇
鳥飼 否宇（とりかい ひう、1960年3月6日 -）は、日本の小説家。本名は鳥飼久裕（とりかい ひさひろ）。福岡県生まれ。九州大学理学部生物学科卒業。編集者を経て、2000年4月から奄美大島に在住。特定非営利活動法人奄美野鳥の会先代会長（5代目、実4人目）。日本鳥学会、日本鳥類標識協会の会員。令和5年度「みどりの日」自然環境功労者環境大臣表彰を受賞。

## 作風
第21回横溝正史ミステリ大賞優秀賞を受賞したデビュー作『中空』以来、観察者の鳶山久志と写真家の猫田夏海を主人公としたオーソドックスなネイチャーミステリー（観察者シリーズ）を書き継ぐ一方で、『痙攣的』『官能的』『絶望的』『隠蔽人類』などを含む綾鹿市（あやかし）シリーズに代表されるような奇想の炸裂したバカミスをたびたび上梓している。別名義でノベライズの仕事をこなしたり、本名で野鳥や昆虫関係の執筆を行っている。
別名義では相棒シリーズのノベライズ（「とりかいひう」のアナグラムである碇卯人（いかり うひと）名義で執筆）がある。

## 文学賞受賞・候補歴
太字が受賞したもの
- 2001年 - 『中空』で第21回横溝正史ミステリ大賞優秀作受賞。
- 2007年 - 『樹霊』で第7回本格ミステリ大賞候補[3]。
- 2009年 - 『官能的』で第2回世界バカミス☆アワード受賞。
- 2009年 - 『官能的』で第62回日本推理作家協会賞（長編および連作短編集部門）候補。
- 2011年 - 「天の狗」（『物の怪』に収録）で第64日本推理作家協会賞（短編部門）候補。
- 2016年 - 『死と砂時計』で第16回本格ミステリ大賞（小説部門）受賞[4]。

## ミステリ・ランキング

### このミステリーがすごい!
- 2006年 - 『痙攣的』12位
- 2015年 - 『死と砂時計』13位

### 本格ミステリ・ベスト10
- 2004年 - 『本格的』27位
- 2006年 - 『痙攣的』20位、『逆説探偵』25位
- 2007年 - 『樹霊』26位
- 2008年 - 『異界』25位
- 2009年 - 『官能的』10位
- 2012年 - 『物の怪』17位
- 2015年 - 『死と砂時計』9位、『絶望的』28位
- 2017年 - 『紅城奇譚』9位
- 2018年 - 『隠蔽人類』12位

### ミステリが読みたい!
- 2015年 - 『死と砂時計』9位
- 2017年 - 『紅城奇譚』3位

## 作品リスト

### 単行本

#### 観察者シリーズ
- 中空（2001年5月 角川書店 / 2004年5月 角川文庫）
- 非在（2002年3月 角川書店 / 2005年8月 角川文庫）
- 桃源郷の惨劇（2003年2月 祥伝社文庫） - 観察者シリーズ外伝
- 密林（2003年10月 角川文庫）
- 樹霊（2006年8月 東京創元社〈ミステリ・フロンティア〉 / 2009年9月 創元推理文庫）
- 物の怪（2011年9月 講談社ノベルス）
- 憑き物（2013年4月 講談社ノベルス）
- 生け贄（2015年3月 講談社ノベルス）

#### 綾鹿市シリーズ
- 本格的 死人と狂人たち（2003年9月 原書房〈ミステリー・リーグ〉）
- 太陽と戦慄（2004年10月 東京創元社〈ミステリ・フロンティア〉）
- 痙攣的 モンド氏の逆説（2005年4月 光文社 / 2007年5月 光文社文庫）
- 逆説探偵 13人の申し分なき重罪人（2005年8月 双葉社）
  - 【改題】逆説的 十三人の申し分なき重罪人（2008年8月 双葉文庫）
- 官能的 4つの狂気（2008年1月 原書房〈ミステリー・リーグ〉）
- 爆発的 七つの箱の死（2008年6月 双葉社 / 2013年8月 双葉文庫）
- このどしゃぶりに日向小町は（2010年1月 早川書房〈ハヤカワ・ミステリワールド〉）
- 絶望的 寄生クラブ（2015年2月 原書房〈ミステリー・リーグ〉）
- 隠蔽人類（2018年4月 光文社 / 2020年10月 光文社文庫）
- 指切りパズル（2021年9月 南雲堂〈本格ミステリー・ワールド・スペシャル〉）

#### 相棒シリーズ
テレビ朝日のテレビドラマ『相棒』の主人公・杉下右京が主人公のオリジナル小説。碇卯人名義で発表している。
- 杉下右京の事件簿（2010年11月 朝日新聞出版 / 2014年3月 朝日文庫）
- 杉下右京の冒険（2012年3月 朝日新聞出版 / 2015年3月 朝日文庫）
- 杉下右京の密室（2013年3月 朝日新聞出版 / 2016年3月 朝日文庫）
- 杉下右京のアリバイ（2014年7月 朝日新聞出版 / 2017年3月 朝日文庫）
- 杉下右京の多忙な休日（2015年10月 朝日新聞出版 / 2018年2月 朝日文庫）

#### 警視庁捜査一課所属・宮藤希美シリーズ
- 妄想女刑事（2012年9月 角川書店 / 2014年9月 角川文庫）
- 迷走女刑事（2014年11月 角川文庫）

#### ノンシリーズ
- 昆虫探偵 シロコパκ氏の華麗なる推理（2002年3月 世界文化社 / 2005年5月 光文社文庫 / 2007年11月 台湾版 《昆蟲偵探》 刊行 野人文化）
- 激走 福岡国際マラソン 42.195キロの謎（2005年11月 小学館〈小学館ミステリー21〉）
  - 【改題】激走（2010年3月 小学館文庫）
- 異界（2007年7月 角川書店）
- 人事系シンジケート T-REX失踪（2009年4月 講談社ノベルス）
- 死と砂時計（2015年1月 創元クライム・クラブ / 2017年5月 創元推理文庫 / 2018年7月 韓国版《죽움과모레시계》刊行 Youngsang Publishing Media / 2018年10月 台湾版 《死亡的沙漏》 刊行 白象文化）
- ブッポウソウは忘れない 翼の謎解きフィールドノート（2016年7月 ポプラ社）
  - 【改題】とり研の空とぶ事件簿（2019年1月 ポプラ文庫）
- 紅城奇譚（2017年7月 講談社）
- 天災は忘れる前にやってくる（2019年7月 光文社）
- パンダ探偵（2020年5月 講談社タイガ）

### アンソロジー
「」内が鳥飼否宇の作品
- 本格ミステリ04 2004年本格短編ベスト・セレクション（2004年6月 講談社ノベルス）「廃墟と青空」
  - 【改題】深夜バス78回転の問題 本格短編ベスト・セレクション（2008年1月 講談社文庫）
- 本格ミステリ05 2005年本格短編ベスト・セレクション（2005年6月 講談社ノベルス）「敬虔過ぎた狂信者」
  - 【改題】大きな棺の小さな鍵 本格短編ベスト・セレクション（2009年1月 講談社文庫）
- EDS 緊急推理解決院（2005年11月 光文社）「動物推理科」
- 密室と奇蹟 J・D・カー生誕100周年記念アンソロジー（2006年11月 東京創元社 / 2020年8月 創元推理文庫）「幽霊トンネルの怪」
- バカミスじゃない!? 史上空前のバカミス・アンソロジー（2007年6月 宝島社）「失敗作」
  - 【改題】天地驚愕のミステリー（2009年8月 宝島社文庫）
- 9の扉 リレー短編集（2009年7月 マガジンハウス）「ブラックジョーク」
  - 【改題】9の扉（2013年11月 角川文庫）
- ミステリ・オールスターズ（2010年9月 角川書店 / 2012年9月 角川文庫）「二毛作」
- ザ・ベストミステリーズ 2010 推理小説年鑑（2010年7月 講談社）「眼の池」
  - 【改題】BORDER 善と悪の境界 ミステリー傑作選（2013年11月 講談社文庫）
- ベスト本格ミステリ2011（2011年6月 講談社ノベルス）「天の狗」
  - 【改題】からくり伝言少女 本格短編ベスト・セレクション（2015年1月 講談社文庫）
- ザ・ベストミステリーズ 2011 推理小説年鑑（2011年7月 講談社）「天の狗」
  - 【改題】Guilty 殺意の連鎖 ミステリー傑作選（2014年4月 講談社文庫）
- ベスト本格ミステリ2012（2012年6月 講談社ノベルス）「死刑囚はなぜ殺される」
  - 【改題】探偵の殺される夜 本格短編ベスト・セレクション（2016年1月 講談社文庫）
- とっさの方言（2012年8月 ポプラ文庫）※エッセイアンソロジー「はげー」
- ベスト本格ミステリ2013（2013年6月 講談社ノベルス）「墓守ラクパ・ギャルポの誉れ」
  - 【改題】墓守刑事の昔語り 本格短編ベスト・セレクション（2017年1月 講談社文庫）
- 驚愕遊園地 最新ベスト・ミステリー（2013年11月 光文社）「呻き淵」
  - 【改題】驚愕遊園地 日本ベストミステリー選集（2016年5月 光文社文庫）
- ナゴヤドームで待ちあわせ（2016年7月 ポプラ社）「ヴァーチャル・ライヴ10・8決戦」
- 推理作家謎友録 日本推理作家協会70周年記念エッセイ（2017年8月 角川文庫）※エッセイアンソロジー「九マイルじゃもの足りない」
- 忍者大戦 赤ノ巻（2018年9月 光文社文庫）「素破の権謀」

### ノベライズ
テレビドラマ『相棒』のノベライズ。碇卯人名義で発表している。
- 相棒 警視庁ふたりだけの特命係（2007年10月 朝日文庫 / 2016年10月 朝日新聞出版〈新装・YA版〉）
- 相棒 season1（2008年1月 朝日文庫 / 2016年11月 朝日新聞出版〈新装・YA版〉）
- 相棒 season2（2008年3月 - 5月 朝日文庫【上・下】 / 2016年12月 - 2017年1月 朝日新聞出版〈新装・YA版〉【上・下】）
- 相棒 season3（2008年10月 - 12月 朝日文庫【上・下】 / 2017年2月 - 3月 朝日新聞出版〈新装・YA版〉【上・下】）
- 相棒 season4（2009年1月 - 2月 朝日文庫【上・下】 / 2018年1月 - 3月 朝日新聞出版〈新装・YA版〉【1 - 6】））
- 相棒 season5（2009年10月 - 12月 朝日文庫【上・下】）
- 相棒 season6（2010年1月 - 2月 朝日文庫【上・下】）
- 相棒 season7（2010年12月 - 2011年2月 朝日文庫【上・中・下】）
- 相棒 season8（2011年11月 - 2012年1月 朝日文庫【上・中・下】）
- 相棒 season9（2012年11月 - 2013年1月 朝日文庫【上・中・下】）
- 相棒 season10（2013年9月 - 11月 朝日文庫【上・中・下】）
- 相棒 season11（2013年12月 - 2014年2月 朝日文庫【上・中・下】）
- 相棒 season12（2014年10月 - 12月 朝日文庫【上・中・下】）
- 相棒 season13（2015年10月 - 12月 朝日文庫【上・中・下】）
- 相棒 season14（2016年10月 - 12月 朝日文庫【上・中・下】）
- 相棒 season15（2017年10月 - 12月 朝日文庫【上・中・下】）
- 相棒 season16（2018年10月 - 12月 朝日文庫【上・中・下】）
- 相棒 season17（2019年10月 - 12月 朝日文庫【上・中・下】）
- 相棒 season18（2020年10月 - 12月 朝日文庫【上・中・下】）
- 相棒 season19（2021年10月 - 12月 朝日文庫【上・中・下】）
- 相棒 season20（2022年10月 - 12月 朝日文庫【上・中・下】）
- 相棒 season21（2023年10月 - 12月 朝日文庫【上・中・下】）
- 相棒 season22（2024年10月 朝日文庫【上】）

### 文庫解説
- 二階堂黎人『増加博士と目減卿』（2006年3月 講談社文庫）
- 山口雅也『續・日本殺人事件』（2007年8月 創元推理文庫）
- D・M・ディヴァイン『災厄の紳士』（2009年9月 創元推理文庫）
- 汀こるもの『パラダイス・クローズド』（2011年2月 講談社文庫）
- エドワード・D・ホック『サイモン・アークの事件簿III』（2011年12月 創元推理文庫）
- ジョン・ディクスン・カー『蠟人形館の殺人』（2012年3月 創元推理文庫）
- 東川篤哉『殺意は必ず三度ある』（2013年8月 光文社文庫）
- 山口雅也『狩場最悪の航海記』（2014年3月 文春文庫）
- G・K・チェスタトン『詩人と狂人たち』（2016年11月 創元推理文庫）
- ヘレン・マクロイ『月明かりの男』（2017年8月 創元推理文庫）
- 本格ミステリ作家クラブ 編『ベスト本格ミステリ TOP5 短編傑作選004』（2019年6月 講談社文庫）

### 小説以外の著作
- 聴き歩きフィールドガイド 奄美（2007年5月 文一総合出版） - 鳥飼久裕名義、上田秀雄との共著
- 群れろ！ 昆虫に学ぶ集団の知恵（2008年3月 エヌ・ティー・エス） - 藤崎憲治との共著
- 島の鳥類学 南西諸島の鳥をめぐる自然史（2018年9月 海游舎）-水田拓・高木昌興共著　鳥飼は本名で第20章「アマミヤマシギ―少しずつわかり始めた鈍感な固有種の形態と生態」を執筆
- ミステリー作家が見た 奄美の多様な生物800種（2022年12月 メイツ出版）